# Digital Mock-Up

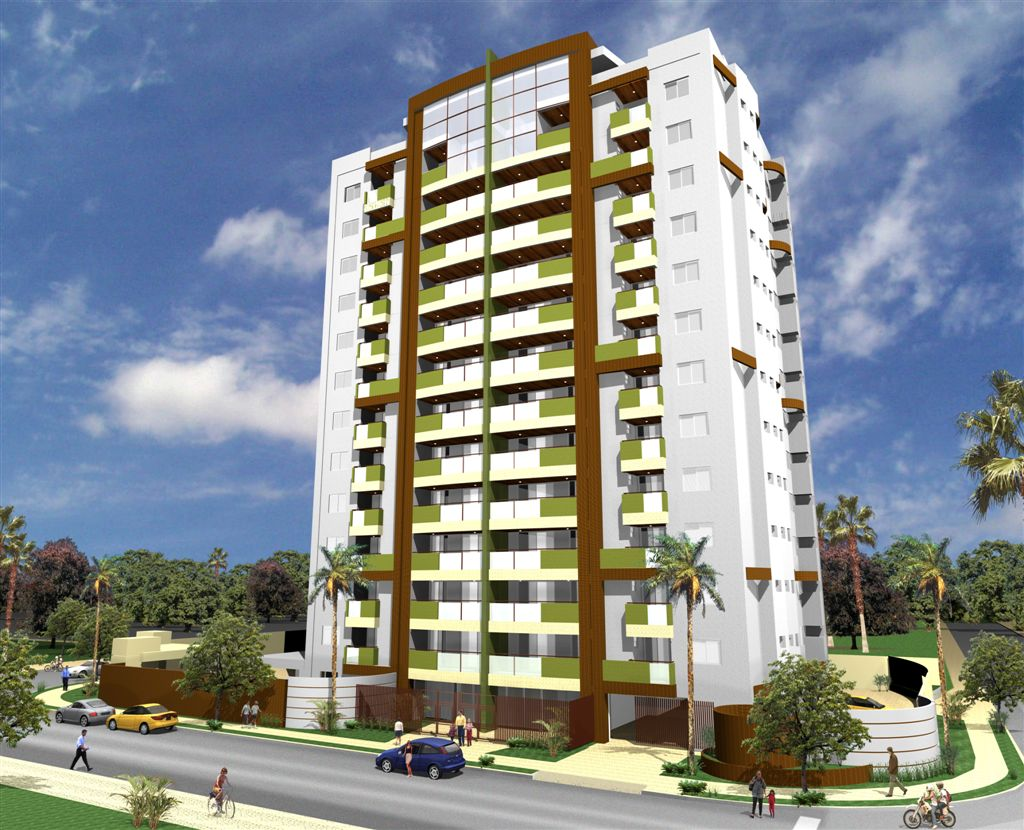
Beispiel eines 3D-Modells eines Hochhauses.

Der Begriff Digital Mock-Up (DMU) bzw. Digitales Versuchsmodell (D-VM)  bezeichnet ein möglichst wirklichkeitsgetreues, computergeneriertes Versuchsmodell, das hauptsächlich verwendet wird, um einen Teil der sehr teuren, realen Produktprüfung durch Computersimulationen zu ersetzen.

## Aufbau
DMU-Modelle sind übliche, rein geometrische CAD-Modelle, bei denen die geometrischen Volumen mit physikalischen Werkstoffkenngrößen und weiteren Metadaten der geplanten Produktteile so ergänzt bzw. erweitert werden, dass sich der resultierende Datensatz für die Einsetzung in computergestützte physikalische Simulationen bzw. allgemein zur Datenverarbeitung eignen.
Ziele des DMUs sind das Ersetzen von physischen Versuchsmodellen (Physical Mock-Up – PMU) und die Bereitstellung verschiedener, aktueller und konsistenter Sichtweisen auf die Gestalt und Funktion eines Produktes.

## Geschichte
Die Idee des DMU entstand aus den Überlegungen, wie man die kosten- und zeitintensiven physischen Versuchsträger (PMU) mithilfe der Rechnerunterstützung ersetzen könnte. Vorreiter dieser Technik war die Flugzeugindustrie. Die Boeing 777 wurde als erstes Produkt vollständig digital und dreidimensional beschrieben. Mithilfe des DMU konnte innerhalb des Projektes die Entwicklungszeit bei gleichzeitiger Verringerung von Änderungen und Fehlern verkürzt werden. Zusätzlich konnte die Passgenauigkeit der Teile und der Systeme verbessert werden. Mittlerweile wird diese Technik auch im Automobilbau und Schiffbau erfolgreich eingesetzt.

## Verwendung
Das Digital Mock-Up zählt zu den Bestandteilen der virtuellen Produktentwicklung (VPE) und des Product Lifecycle Managements (PLM). Dies wird als ganzheitlicher Lösungsansatz zur Bewältigung des Zeit- und Kostendruckes sowie dem Handling der Variantenvielfalt gesehen. Hinsichtlich der Abstimmung, Analyse und Konkretisierung von Entwicklungsergebnissen bietet die VPE eine frühzeitige, kontinuierliche, vernetzte und integrierte Unterstützung. Folglich führt eine konsequente Anwendung von DMU-Methoden und -Prozessen zu einer Reduzierung der Time-to-Market, Steigerung der Qualität und Minimierung der Kosten.
Auf Basis eines DMU können eine Vielzahl von statischen sowie dynamischen Untersuchungen wie Ein- und Ausbauuntersuchungen, Kollisionsprüfungen, Packaging, Bewegungsprüfung flexibler Bauteile und Baubarkeitsprüfungen ausgeführt werden. Ferner profitieren weitere Bereiche wie z. B. CAE/Simulation, Einkauf, Produktion, Marketing und Aftersales von einem DMU, womit durchgängige Prozesse im Sinne des PLMs von hoher Bedeutung sind. In der Industrie wird derzeit vermehrt an der Integration von Virtual Reality Werkzeugen in den DMU-Prozess gearbeitet.
Zur realen Überprüfung der virtuellen Ergebnisse steht am Ende eines DMU-Prozesses meist noch ein Physical Mock-Up.